# Đầu (người)

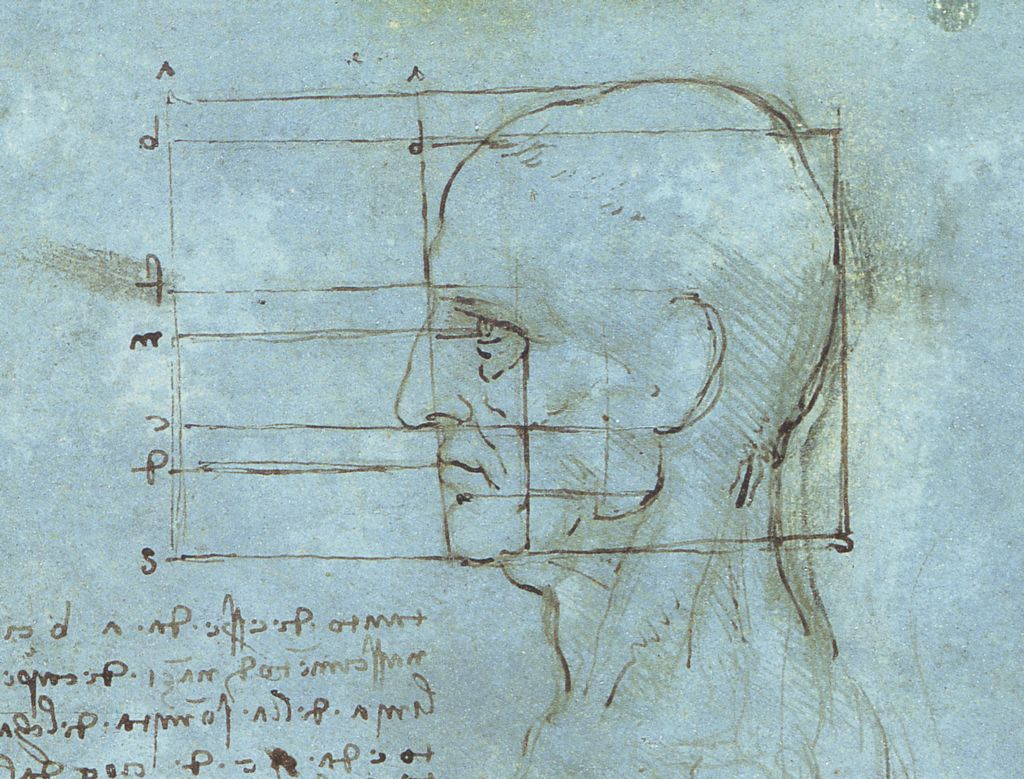
Đầu người vẽ bởi Leonardo da Vinci

Trong giải phẫu học ở người, đầu là phần phía trên cơ thể người từ cằm trở lên trên.